# Osteopilus pulchrilineatus
Espèce
Synonymes
- Hyla pulchrilineata Cope, 1870 "1869"

Statut de conservation UICN

 VU B2ab(i,ii,iii) : Vulnérable
Osteopilus pulchrilineatus est une espèce d'amphibiens de la famille des Hylidae.

## Répartition
Cette espèce est endémique d'Hispaniola. Elle se rencontre jusqu'à 1 100 m d'altitude en République dominicaine et à Haïti dans des populations très fragmentées,.

## Publication originale
- Cope, 1870 "1869" : Seventh Contribution to the Herpetology of Tropical America. Proceedings of the American Philosophical Society, vol. 11, no 81, p. 147-192 (texte intégral).